# Арапска култура
Арапска култура се односи на културе у земљама у којима је званични језик арапски (иако у неким од тих земаља представља језик мањине), а западњачки званичници и научници су те земље некада називали „Арапске земље западне Азије и северне Африке“, и подразумевали су земље које су се налазиле на подручју од Марока до Арапског мора. Језик, књижевност, уметност, архитектура, гастрономија, духовност, филозофија, мистицизам итд, све су то делови панарапског света. Арапски свет је подељен у одвојене регије, као што су Долина Нила (Египат и Судан), Магреб (Либија, Тунис, Алжир, Мароко и Мауританија), Плодни полумесец (Ирак, Кувајт, Либан, Сирија, Палестина и Јордан) и Арабљанско полуострво (Ирак, Јордан, Кувајт, Бахреин, Катар, Саудијска Арабија и Уједињени Арапски Емирати) и јужни део Арабљанског полуострва (Јемен и Оман). Арапска култура је подељена на три главна дела, и то су урбана култура (Al-Hadar, цивилизација), рурална култура (Аl-Reef, село), номадска култура (Al-Badw, бедуин). За земље попут Египта, Ирака, Сирије, Судана и Марока се обично сматра да припадају руралној култури, док се Саудијска Арабија, Либија, Мауританија и Јордан сматрају номадском културом, и најзад Либан, Палестина, Тунис и Алжир припадају урбаној култури, док већина великих арапских градова, као што су Каиро, Рабат, Багдад, Александрија, Дамаск, Маракеш и дриги, припадају урбаној култури.

## Књижевност
Арапска књижевност је писани траг који су оставили говорници арапског језика у виду прозе и поезије. Не обухвата радове који су писани арапским писмом, али не на арапском језику, као што су персијска и Урду књижевност. Арапска реч која се односи на књижевност је adab и изведена је из речи која значи „позвати неког на оброк“ и подразумева учтивост, културу и богаћење. Арапска књижевност се појавила у 6. веку, док су пре тога постојали само фрагменти на писаном језику. Највећи и најдуготрајнији утицај на арапску књижевност и културу имао је Кур‘ан, из 7. века. Аl-Khansa, која је живела у 7. веку, била је призната арапска песникиња тог доба.

### Муалаке
Муалаке (ар. المعلقات, DIN: al-muʿallaqāt) је име за серију од седам арапских песама или касида које потичу из времена пре појаве ислама. Свака песма у комплету има другачијег аутора и сматра се његовим најбољим делом. Значење муалака је „Обешене оде“ или „Висеће песме“, а сам назив долази од песама које су закачене на зид Ћабе у Меки. 
Седам аутора који су обухватили период од 100 година су Имру ел Кајс, Тарафа, Зухаир, Лабид, Антара ибн Шадад, Амр ибн Кулсум И Харис ибн Хилиза. Све муалаке садрже приче из живота аутора и политике племена, зато што је поезија у преисламском добу била коришћена за промовисање снаге поглавара племена, богатства и чланова племена. 
Хиљаду и једна ноћ (перс. هزار و یک شب) је збирка средњовековних народних прича које говоре о Шехерезади (перс. شهرزاد), сасанидској краљици која је била приморана да приповеда приче свом злом супругу, краљу Шахрајару (Šahryār), како би одложила своје погубљење. То је трајало хиљаду и једну ноћ, а сваке ноћи прекидала је причу у најузбудљивијем тренутку, како би натерала краља да је одржи у животу и следећи дан. Појединачне приче су стваране у периоду од неколико векова, од стране различитих аутора из различитих земаља. 
Језгро колекције потиче из доба персијске династије Сасанида, из књиге Hazār Afsānah (Хиљаду митова), која је била збирка старих индијских и персијских народних прича. У 8. веку, за време владавине абасидског халифе Харуна ар-Рашида, Багдад је постао важан космополитски град, где су били концентрисани сви трговци из Персије, Кине, Индије, Африке и Европе. За то време, многе оригиналне народне приче које су се преносиле усмено дужи временски период, касније су сакупљене у једну књигу. Претпоставља се да је те приче превео и записао познати арапски приповедач Абу Абдулах Мухамед ел Гахшигар у 9. веку. Уводна прича са Шехерезадом додата је тек у 14. веку.

## Музика
Арапска музика је музика арапских говорника или арапских земаља, поготово оних земаља око Арабљанског полуострва. Светом арапске музике је дуго доминирао Каиро, културни центар, иако музички новитети обилују у свом државама, од Марока до Саудијске Арабије. Бејрут је у скорије време такође постао значајни центар арапске музике. Класична арапска музика је такође јако популарна у арапском свету, поготово одређени број познатих извођача који су су слушани у целој области. Регионални стилови арапске музике укључују и ирачке макаме, алжирски раи, мароканску гнаву, кувајтски саут и египатски гил. 
Хабиб Хасан Тума је навео пет компоненти које карактеришу арапску музику, и то су:
- Арапски тонски систем, који има посебне интервалске структуре. Њих је изумео ел- Фараби у десетом веку

Ритмичко-временске структуре...
- Музички инструменти, који су пронађени у арапском свету и који представљају стандардизовани тонски систем. Користи се посебна техника приликом свирања, која показује сличне детаље у конструкцији и дизајну.
- Посебни друштвени контексти за прављење музике, где музички жанрови могу бити подељени на урбану, руралну и бедуинску музику
- Музички менталитет, који је одговоран за естетску хомогеност ритмичких структура у арапској музици. Арапски музички менталитет је дефинисан:
- Феноменом макама
- Доминацијом вокалне музике
- Предизбор за мале музичке ансамбле
- Повезивање елемената музичких форми које подсећа на мозаик, које представља уређење малих и најмањих мелодичких елемената у секвенци, и њихова пермутација у оквиру тонско-просторног модела.
- Одсуство полифоније, полиритма и мотивског развоја. Арапској музици је добро познат остинато, као и хетерофони начин за прављење музике
- Смењивање слободне комбинације ритма и времена с једне стране, и устаљене организације звука и места са друге стране

Велики део арапске музике је карактерисан емфазом мелодије и ритма више него хармонијом, те је велики део арапске музике хомофоне природе. Неки арапски музички жанрови су полифони- као што се инструмент канон свира на два акорда, али је, у суштини, арапска музика мелодична.
Не би било тачно назвати арапску музику модалном, јер је она сложенија од грчких начина. Основу арапске музике чине макаме, али оне имају ноту којом се песма мора завршити(уколико не дође до неке промене)
Макаме се састоје од најмање два џинса, или два дела једне скале. „Џинс“ у арапском долази из грчког „genus“ , што је означавало тип. Џинси су обично или трихорди или тетрахорди или пентахорди. Макама обично покрива само једну октаву (два џинса) , али понекад може покривати и више октава. Као мол у индијском рагасу, неке макаме имају различите џинсове, те може бити крешендо и декрешендо. Због сталног унапређивања џинсова и због тога што се многи стручњаци не слажу око тога колико их има, тешко је одредити тачан број џинсова. Ипак, у пракси би се многи извођачи сложили око тога да постоји 8 најчешће коришћених џинсова: раст, бајат, сиках, хиџаз, саба, курд, нахаванд и аџам, и пар џинсова који спадају у варијанте претходно наведених: наркиз, атар курд, сиках балади, саба замзама. Мухалиф је џинс који се користи искључиво у Ираку, и он се не комбинује са другим џинсовима.
Главна разлика између западњачке хроматске лествице и арапских лествица је постојање многих међунота, које се понекад називају четврттонским из практичних разлога. Дакле, док неки сматрају да би сва 34 тона требало да постоје, Јусуф Шавки (1969) каже да у пракси постоји много мање тонова.
Ситуација је, заправо, много компликованија од тога. Године 1932. одржана је национална конвенција арапске музике у Каиру, где су вршени експерименти и дошло се до закључка да се тонови разликују од регије до регије (Египат, Турска, Сирија, Ирак).
Прототипски арапски ансамбл у Египту и Сирији је познат као тахт, у који спадају инструменти попут лауте, канона, рабабе, фруле, виолине( која се појавила у четрдесетим годинама двадесетог века) , рика (врста даира) и дарбуке. У Ираку традиционални ансамбл познат као халиџи, у свој састав укључује само два инструмента: џовзу ( нештло слично рабаби, само са 4 жице) и сантур.

## Медији
Пре исламске ере поезија се сматрала главним средством комуницирања на Арабљанском полуострву. Она је говорила о достигнућима племена и победама против непријатеља, а такође је служила и као средство пропаганде. Међутим, након појаве ислама нека друга средства преузимају главну улогу у комуницирању уместо поезије. Имами (проповедници) били су главни у ширењу информација и вести међу народом. Гласине и међуљудски односи, који су били део сукова и пијаца, одиграли су важну улогу у ширењу информација, а тај вид комуницирања међу Арапима наставио се и данас. Пре доласка штампарске пресе у исламски свет, муслимани су већину новости сазнавали од имама у џамији, или преко пријатеља и на пијацама. За увођење штампарске пресе у Либану заслужне су колонијалне силе и хришћански мисионари. Прве новине се појављују у 19. веку, и то углавном у Египту и Либану, који су имали највише новина по глави становника.
У Египту су, током француске владавине за време Наполеона Бонапарте, објављене прве новине, и то на француском језику. Повела се расправа о томе где су прве новине на арапском језику објављене; према арапском научнику Абу Бекру то су новине Al Tanbeeh (1800), објављене у Египту, док су према осталим истраживањима то новине Junral Al Iraq (1816), објављене у Ираку. Средином 19. века Османско царство преузима доминацију у првим новинама. У северноафричким земљама, као што су Мароко, Тунис и Алжир, француска колонијална сила изградила је новинарску везу међу копненим државамаи. Прве новине биле су ограничене службеним садржајем и укључивале су извештаје о односима са другим државама и грађанским суђењима. У следећим деценијама арапски медији су процветали, нарочито захваљујући новинарима из Сирије и Либана, интелектуалцима који су издавали своје новине без намере за профитом. Због ограничења већине влада ови интелектуалци су били приморани да напусте своје земље, али су стекли следбенике и због своје популарности у овој области утицали су на друге интелектуалце. Прве арапске новине ван граница јесу Mar’at al Ahwal, које је 1855. године у Турској објавио Ризкала Хасун ел Халаби. Ове новине биле су критиковане од стране Османског царства и угашене су после само годину дана. Интелектуалци у арапском свету су убрзо увидели моћ штампе. Неке државне новине биле су под управом владе и имале су у виду политичке записе. Почели су да ничу независни листови, што је изазвало показивање мишљења, и они су били места где је јавност могла да искаже своје ставове о држави. Неписменост, која је расла у арапском свету, одиграла је улогу у формирању медија, а захваљујући ниској стопи читања, новине су биле принуђене да узму субвенције од политичких странака, на тај начин пружајући им уплив у уређивачку политику. 
	Слободе, које су се разгранале увођењем интернета на Блиском истоку, стварају политичку, културну и социјалну пометњу. Постоји јаз који се повећава међу генерацијама, а сам арапски свет се налази у унутрашњем конфликту. Интернет јесте донео економски напредак и развој, али блогери су затварани широм Блиског истока због личних мишљења и погледа на режиме, са истим последицама које су некада сносили они који су јавно испољавали своје личне ставове. Међутим, моћ интернета је исто тако овим блогерима обезбедила јавну заштиту, јер су они ти који су способни да обезбеде симпатије јавности у тако великој мери. Ово ствара дилему која дрма темеље арапске културе, владе, религијског мишљења, економског просперитета и личног интегритета. 
	Свака земља или регион у арапском свету има другачији колоквијални језик, који се користи у свакодневном говору, док је његово присуство у свету медија оспоравано. Пре успостављања Савременог арапског језика (MSA) у 19. веку, језик медија био је стилизован и личио је на књижевни језик тог времена, показујући се као неделотворан у преношењу информација. Савремени арапски језик се користи у арапским медијима, укључујући новине, књиге и неке телевизијске станице, као и у формалном писању. Говорни језици су, опет, присутни у одређеним облицима медијима као што су сатире, драме, музички спотови и остали локални програми.

### Важност медија
Арапски свет сада има исте принципе као и Запад, мада постоје мале разлике између њих. Арапске вести се строго врте око политичких новости стављајући у страну народни интерес; обрнуто важи за вредност америчких вести. Друга вредност коју арапски медији узимају као важну јесте њихова глобална перспектива која се односи на презентацију и производњу. Генерална брига арапских медија јесте народно образовање, јер је то камен темељац медијске вредности.
Историјски гледано, вести у арапском свету су некада информисале о политичарима и водиле њихове кампање, дакле, нису биле само средство информисања. Моћ вести као политичког средства откривена је у раном 19. веку, за време Исмаила, унука Мухамед Алија.
Истраживачи медија истичу да новинари не би требало да расправљају о јавном мишљењу, већ да одржавају статус кво. Такође је битно да се сачува народно јединство тако што неће долазити до верских или етничких конфликата.
Саудијски журналисти истичу да је у медијима значајно говорити о исламу. Око тога се сложила велика већина новинара, док је било мање важно да у новинама пише оно што читаоце занима. Ово виђење је постало чвршће након анкете у Кирату, где је 65% новинара Алжираца одговорило да је улога штампе заправо помагање да се постигну циљеви развојних планова.
Истраживачко новинарство није одобрено у арапском свету. Породична и лична репутација су главни принципи у арапској цивилизацији; излагања корупције и слабог морала трпе велике последице, поготово кад је присутна ограничена слобода говора. Историјски гледано, арапски медији нису производ масе; њихов главни циљ је да буду водиља носиоцима власти, говорећи им шта треба да промене у држави. Ипак, до половине 19. века владари су приметили моћну улогу медија.
У већини арапских земаља вести не могу бити објављене без дозволе владе. Такође, у многим арапским земљама постоји закон о јавном информисању, који одлучује о томе шта може да се објави, а шта не. Стара арапска изрека каже: „Истина треба да се зна, али се не треба објавити.“ Данас многе ствари на Блиском истоку остају тајна... медији и даље служе као политичко оруђе. Цензура игра значајну улогу у новинарству у арапском свету. Постоји више грана цензуре: аутоцензура, владина цензура (борба владе да контролише технолошка достигнућа попут интернета) , религијска цензура и племенска/ породична/ савезна цензура.
Генерално, арапске владе желе да политичке активности остану у тајности. Поред цензуре, уведени су многи уређаји који забрањују слободу израза у новинарству. Новине у арапском свету се могу поделити у три групе: власништво владе, војно власништво и приватно власништво. У арапском свету, што се тиче садржаја, вести су политика. Арапске државе су у присној вези са економским стањем многих арапских новина, и зато примењују притисак на више начина, највише кроз власништво и пропаганду.

### Часописи
У већини арапских земаља, часописи не могу бити објављени док то влада не одобри. Часописи у арапском свету, као и већина часописа на западу, усмерени су ка женској популацији. Број арапских часописа знатно је мањи него у западном свету, зато што је рекламирање у арапском свету другачије него на западу, и реклама у арапском свету часописа не игра важну улогу.

### Радио
На Блиском истоку и северној Африци можемо наћи око 90 приватних радио-станица. Арапско радио-емитовање започето је 1920. године, али је само неколико арапских земаља имало своје радиодифузне станице пре Другог светског рата. Након 1945. године, многе арапске државе почеле су да формирају сопствене радиодифузне системе, а од 1970. године, закључно са Оманом, свака арапска држава имала је своју радио станицу. У арапском свету, Египат је, од почетка, био вођа у радио емитовању. И сама радиодифузија започела је У Египту, 1920. године, са приватном комерцијалном радио станицом. Тако је, године 1947. египатска влада прогласила радио својим монополом и почела је да финансира његово ширење. Сви програми су били под контролом власти.
Египатска радио станица „Глас Арапа“ која је за циљну групу имала све арапске земље, и која је пружала константан прилив политичких и других вести, карактеристика и коментара, постала је најпопуларнија радиостаница у региону.
Након Јунског рата (Шестодневног рата), 1967. године, било је откривено да станица публици шаље дезинформације о томе шта се у ствари дешава, и то је допринело да станица изгуби на веродостојности, али и поред тога, и даље је уживала велики број слушалаца.
На Арабљанском полуострву радио емитовање се спорије развијало. У Саудијској Арабији, радио емитовање започето је у области између Џеде и Меке 1948. године, али се у централним и источним провинцијама није појавила до 1960. године. Суседни Бахреин основао је радио-станицу 1955. године, док су Катар, Абу Даби и Оман започели емитовање домаћих радио-станица тек 25 година касније.

### Телевизија
У арапском свету су скоро сви телевизијски програми били под влашћу владе и били су строго контролисани до 1990. године. Сателитски канали су, 1990. године, постали замена програмима у арапским земљама.. Често сматрана као водећа телевизија, ал-Џазира представља помак ка професионалнијем извештавању о актуелним догађајима из света политике, друштва и сл. Финансирана од стране катарских власти, ал-Џазира је први арапски канал који је уживо извештавао, и ишао тако далеко да је слао своје репортере чак и у Израел. Померајући границе, ал-Џазира се бавила ситуацијама и догађајима које су се дуго избегавале. Египат и Саудијска Арабија су, 2008. године, сазвали састанак како би добили право на сателитско емитовање. Повеља сателитског преноса Арапске Лиге представља принципе за регулисање сателитског преноса у арапском свету.
Остали сетелитски програми:
Аl-Arabiya: основана је 2003. године; са седиштем у Дубаију; изданак Ем-Би-Си-ја.
Al-Hurra („Слободан“): основана 2004. године од стране САД и био је против предрасуда у арапском свету медија.
Al-Manar: у власништву Хезболаха; са представништвом у Либану; веома контроверзан.

### Биоскоп
Већина арапских земаља није производила филмове пре националне независности. У Судану, Либији, Саудијској Арабији и Уједињеним Арапским Емиратима, производња је и данас ограничена на кратке филмове или телевизију. У Бахреину је први и једини дугометражни играни филм снимљен 1989. године. У Јордану је национална продукција премашила једва пола туцета играних филмова. Алжир и Ирак су произвели близу 100 филмова сваки, Мароко око 70, Тунис око 1130, а Сирија неких 150 филмова. Либан је, захваљујући повећаној производњи током педесетих и шездесетих година 20. века, произвео око 180 играних филмова. Египат је једини далеко премашио ове земље, са више од 2500 играних филмова (намењених само за биоскоп, а не за телевизију). Као и у свим аспектима арапских медија, цензура има вешту улогу у стварању и дистрибуирању филмова. „У већини арапских земаља филмски пројекти морају прво проћи државну комисија која одобрава или забрањује снимање. Када се једном добије ова дозвола, потребна је једна друга званична дозвола, виза, како би се филм комерцијализовао. Ово углавном одобрава комисија Министарства информисања или специјална власт за цензуру.“ Најзначајније табу теме под надзором државе су у складу са онима у другим облицима медија: религија, секс и политика.

### Интернет
Интернет у арапском свету представља снажни извор израза и информације, као и у осталим деловима света. Док га неки сматрају претечом медијске слободе на Средњем истоку, други га виде као још једно средство за цензуру, и обе стране су у праву. Интернет је створио нову арену за дискусију и ширење информација како у арапском свету, тако и у осталим деловима света. Млади људи су, најчешће, корисници интернета. Људима је омогућено да се придруже политичким дискусијама и критикама на начин који раније није био могућ. Међутим, исти ти људи су обесхрабрени кад не могу да расправљају о религијским и другим темама јер се разни режими труде да то забране.
На сајту којим руководе Муслиманска браћа написано је следеће:
Интернет у арапском свету има ефекат снежне грудве- када једном крене да се котрља, више не може бити заустављена. Постаје већа и јача, те је немогуће да се сруши без последица. Као додатак на стрес који су узроковали арапски блогери, отворен је нови форум за арапске активисте: фејсбук. Арапски активисти користе фејсбук како би подржали покрет демократије у арапском свету, региону где постоји велики проценат сузбијања. За разлику од регија где тлачитељске земље (Кина, Иран и Бурма) представљају изузетак, угњетавање постоји свуда у арапском свету. Број арапских корисника интернета које интересују политичка дешавања није већи од пар хиљада, од 58 милиона интернет корисника у арапском свету. Иако у мањини, успели су да укажу на корупцију и угњетавање од стране арапских влада и диктатура.
Јавно коришћење интернета је у САД почело осамдесетих година 20. века, приступ интернету у арапском свету започео је деведесетих година, прво у Тунису, 1991. године, према речима др Деборе Л. Вилер. Свака арапска држава је упознавање са интернетом доживела на свој начин. Вилерова каже да се Кувајт придружио 1992. године, а Турска, Ирак и Уједињени Арапски Емирати 1993. године. У Јордан је интернет стигао 1994, а у Сирију и Саудијску Арабију у касним деведесетим. Заправо, арапски свет није много заостајао за остатком света што се тиче сазнања о интернету. Мањак средстава и недовољна распрострањеност интернета су фактори који су уназадили коришћење интернета у арапском свету, али узимајући у обзир да је тада интернет кафе био популаран, број онлајн корисника је много већи од забележеног.
Највише има младих корисника интернета. Они који одлазе у кафиће углавном имају мање од 30 година, нису у вези и имају више нивоа образовања. Упркос извештајима да се интернет мање користи због незнања енглеског језика, др Вилер налази да су људи били у могућности да користе интернет на арапском језику. Тражећи посао, незапослени би често испуњавали кафиће Египта и Јордана, како мушкарци, тако и жене. Многи од њих четују и имају имејл. У истраживању које је извршила Дебора Вилер, утврђено је да су многи корисници интернета ту вештину научили од пријатеља или члана породице. Сви су они сматрали да су им се животи значајно променили кад су почели да користе интернет. Коришћење интернета у арапском свету је веома политичко ако погледамо које се странице и сајтови посећују. Интернет је Арапима донео слободу израза коју пре нису имали. За оне који имају приступ интернету постоје блогови којима могу да приступе и на којима могу да пишу, и где могу да добију информације које им раније нису биле доступне. Како је све то омогућено, многи су хтели да манипулишу информацијама и да бирају шта може да се сазна преко мреже, али интернетом није лако манипулисати, као што је то могуће са новинама. Интернету се може приступити путем прокси сервера, огледала и осталих средстава. Они који су били осујећени кад су користили један метод, наћи ће још 12 нових метода да заобиђу блокирани сајт. Док новинари пате због тога што су затворени у медијима, блогери на интернету пате на дневном нивоу због тога што су некад онеспособљени да своје мишљење поделе са светском мрежом. Разлика је у томе што постоји светска публика која је сведок репресије и која гледа како се измишљају нови закони и праве нови само да би се контролисала распрострањеност интернета.
Џихадисти користе интернет да би имали већу публику. Као што обичан грађанин може да дели своје мишљење са светом, тако може и покрет. Без обзира на то шта неко мисли о неком покрету, тај покрет користи интернет да би се изразио и био познат. Групе користе интернет како би делиле слике, снимке, програме и остале информације. Нормални медији неће обавештавати о томе шта су Муслиманска браћа изјавила на сајту. Ипак, са оне који су заинтересовани, интернет је средство које су јако успешно користили они који желе да буду саслушани. Фајл који је окачен на сто сајтова ће достићи милион прегледа у тренутку. Информација на интернету може да буде осујећена или оспорена, али не може бити заустављена ако неко жели да она постоји на интернету. 
Трудови многих режима да неке информације задрже у тајности све су мање успешни. Методе које се користе су оне исте методе којима се штите америчка деца у школама. Они који се против злочина боре преко мреже имају онлајн методе за улажење злочинцима у траг. На жалост, те исте методе се користе како би се ухапсили блогери и они који само желе да буду саслушани. Интернет је широк и бескрајан извор информација, а Арапи га користе и више од онога што свет претпоставља.

## Друштво
Друштвена лојалност је од великог значаја у арапској култури. Породица је један од најважнијих аспеката арапског друштва. О самосталности, индивидуалности и одговорности деца уче од својих родитеља док је најважнија лекција управо породична лојалност. „Насупрот екстремном индивидуализму који можемо видети, на пример, у Северној Америци (где особе живе одвојено од својих породица, рано се осамостаљују, имају своја појединачна права...), арапско друштво наглашава значај породице. Арапска култура налаже да су потребе групе важније од потреба појединца.“ Бедуинска племена у Саудијској Арабији, такође негују и чувају традицију зависности о породици и лојалности унутар ње. by the family. Маргарет Најдел у својој књизи Разумевање Арапа: Водич за савремено доба, каже да „Породична лојалност има предност над друштвеном лојалношћу и захтевима посла“. Она даље наводи: „Од чланова породице се очекује да подрже једни друге у споровима са странцима, односно свима онима који не припадају њиховој породици. Без обзира на личне нетрпељивости међу рођацима, они морају једни другима да бране част, указују на грешке и приказују групну кохезију.“ Од свих чланова породице, мајка је та којој се указује највише поштовање.

## Спорт

### Панарапске игре
Панарапске игре су део регионалног спортског дешавања које укључује више игара, у коме учествују све нације арапског света. Прве игре су биле одржане 1953. у Каиру. Било је планирано да се ове игре одржавају сваке 4 године, али су политички немири и финансијске тешкоће довеле до тога да овај догађај буде нередован. Женама је први пут било омогућено да учествују у играма 1985. године. До једанаестих панарапских игара, учесници су били представници свих земаља Арапске Лиге, и учествовало је отприлике 8000 арапских атлета. Сматрало се да су то највеће игре у историји игара, а очекивало се да спортске игре у Дохи 2011. премаше овај број.

### Арапске жене у спорту
Жене широм планете водиле су борбу у свету професионалног спорта, у ком су доминирали мушкарци. Тренутно гледано на арапски свет, арапске жене јесу присутне у спорту, о томе се не расправља превише, али је и те како од велике важности. Арапкиње муслиманске вероисповести су део екипа у футсалу, фудбалу, софтболу, кошарци и осталим спортовима. Неке жене тренирају бокс, стреличарство, трчање, пливање, тенис и друге индивидуалне спортове. Због све већег учешћа Арапкиња у спорту, спортска опрема је прилагођена њиховим потребама, тако да жене могу учествовати у спортовима као што је пливање, без забрана због избора одевања. Иако су жене добиле велику подршку од чланова породице за бављење спортом, и даље су спортисткиње у арапском свету доста критиковане. Многи конзервативци су оштри у критици да спортови и жене не иду заједно и да жена не би могла да носи мараму док тренира, као и да не би требало да носи кратке панталоне. Неки људи не виде ислам и жене у спорту као нешто компатибилно. Упркос различитим критикама са којима се сусрећу арапске жене широм арапског света, то није зауставило популарност учешћа жена у спортовима. Фудбал је један од спортова чија је популарност експлодирала међу женама у арапском свету. Са доласком Светског првенства за жене 2011. године, наступило је и Арапско фудбалско првенство за жене, које се одржава у Бахреину и које на овом такмичењу окупља женске репрезентације из целог арапског света. Постоје тимови у Палестини, Либану, Египту, Алжиру, Мароку, Либији и Јордану, и овакви случају показују да „женски фудбал може бити унапређен на највиши ниво и гледан у целом арапском свету “, према речима др Сахара ел Хаварија, члана Женске комисије ФИФА у Египту. 
Арапске жене се такође упуштају у изазове и постају део спортова који се чак и ван арапског света сматрају не-женским. Тако постоје Арапкиње које тренирају бокс, и које чак достижу нивое међународног такмичења. Арапске жене се не ограничавају и, иако су изложене критиковању дела друштва, њихове породице и заједнице пружају им подршку све док их сматрају конзервативним и верним исламу. Ове жене и њихове породице искушавају веома уске ставове које друштво с времена на време има по питању способности жена, а такође су и инспирисали жене широм арапског света да се не ограничавају. Упркос оваквој појави у арапском свету, поступци арапских спортисткиња јесу инспирација за све жене широм света.

## Кухиња
Изворно су Арапи са Арабљанског полуострва у својој исхрани користили урме, пшеницу, јечам, пиринач и месо, са великом заступљеношћу млечних производа попут јогурта са малим процентом млечне масти. Арапска кухиња је спој разних кухиња, и обухвата цео арапски свет, од Ирака до Марока. На арапску кухињу су доста утицале индијска, турска, берберска кухиња и друге. У просечном арапском домаћинству у околини Персијског залива, посетилац може да очекује вечеру на великом тањиру из којег сви једу, и у коме се налази велика количина пиринча са јагњетином или пилетином са разним куваним поврћем, јако зачињеним, а некад се додаје и сос од парадајза. Највероватније ће са стране стајати још нека мања јела. Како се чај јако често пије у арапском свету, он ће свакако бити део оброка, као и кафа.

## Одевање

### Мушкарци
Арапско одевање за мушкарце креће се од традиционалне тоге до фармерки, мајица и западњачких пословних одела. Тога дозвољава потпуну циркулацију ваздуха око тела како би се тело брже хладило, а покров за главу, познат као куфија, пружа заштиту од јаког сунца. Арапи понекад комбинују традиционалну и западњачку одећу.
Покривање главе:
Облик куфије појединца може некада указивати на то којем племену, клану или породици он припада.
- Карирана куфија односи се на учешће у хаџилуку, односно ходочашће у Меку.
- Црвено-бела карирана куфија - Најчешће је јорданског порекла. Углавном је носе људи који су извршили хаџилук.
- Црно-бела карирана куфија - Овакав модел је, историјски, палестинског порекла.
- Црно-сиву куфију носе председници и они који су били на хаџилуку.
- Црни шиитски турбани повезани су са свештенством, које је на неки начин повезано са пророком Мухамедом или његовим рођаком Алијем Ибн Талибом, који је био четврти правоверни халифа и за којег тврде да је вођа шиитских следбеника.
- Они који носе беле турбане повезани су са нижим слојевима шиитске хијерархије.

### Жене
У арапском друштву придржавање традиционалној ношњи варира. На пример, Египат није привржен традицији као што је Саудијска Арабија. За традиционално арапско одевање карактеристично је да прекрива цело тело (абаја, хиџаб или чадор). У Саудијској Арабији жене искључиво носе абаје. У земљама попут Кувајта, Либана, Либије, Јордана, Сирије и Египта ношење вела није обавезно. Данас, неки конзервативни муслимани сматрају да ношење вела није наметнута обавеза, док други сматрају супротно.